# جائحة فيروس كورونا في السنغال
توثق هذه المقالة آثار جائحة فيروس كورونا 2019–2020 في السنغال، وقد لا تتضمن جميع الاستجابات والإجراءات الرئيسية حتى الآن.

## خلفية
في 12 يناير 2020، أكدت منظمة الصحة العالمية عن ظهور فيروس كورونا المستجد كسبب للمرض التنفسي الذي أصاب مجموعة من الأشخاص في مدينة ووهان، مقاطعة خوبي، الصين، إذ أُبلغ عنهم إلى منظمة الصحة العالمية في 31 ديسمبر 2019. كانت نسبة الوفيات بين الحالات المُشخصة بكوفيد-19 أقل بكثير من جائحة فيروس سارس في عام 2003، لكن انتقال العدوى كان أكبر، والوفيات أيضًا.

## الجدول الزمني
في 2 مارس 2020، أول حالة كوفيد-19 مؤكدة في السنغال كانت لرجل من فرنسا يبلغ من العمر 54 عامًا، يعيش في دائرة الماديس في داكار، بعد تأكيد إيجابية الفحص في معهد باستور في داكار. سافر على متن الخطوط الجوية السنغالية في 29 فبراير 2020. أصبحت السنغال ثاني دولة جنوب الصحراء الكبرى تُبَلِّغ عن الحالات المؤكدة بعد نيجيريا.
وتأكدت الحالة الثانية لفيروس كورونا لمغترب فرنسي جاء إلى داكار من فرنسا. ونقل بأنهم في حالة «مريحة».
وبحلول 4 مارس 2020، ارتفع عدد الحالات إلى أربعة، وكانت كلتا الحالتين الجديدتين من الرعايا الأجانب. الحالة الأولى كانت زوجة الحالة الأولى في السنغال، التي وصلت إلى البلد في 19 فبراير. وكانت الحالة الأخرى بريطانية من لندن، جاءت إلى السنغال في 24 فبراير.
في 12 مارس 2020، تم الإعلان عن خمس حالات أخرى في السنغال، والتي كانت أفراد عائلة الحالة المؤكدة للمواطن السنغالي العائد من إيطاليا. كان أحد الضحايا في مدينة طوبا المقدسة، على الرغم من إقناع العديد من رجال الدين بأنهم محصنون ضد فيروس كورونا.
حتى 15 مارس، سُجل هناك 24 حالة مؤكدة في السنغال.

## التدابير الوقائية
في 3 مارس 2020، أجل الموسم الافتتاحي لدوري كرة السلة الأفريقي، والذي كان مزمع إجراؤه في داكار بتاريخ 13 مارس. جاء ذلك مع تزايد الخوف من التظاهرات الدينية والسفر، خاصة تلك المتعلقة بالميغال الكبير، وهو احتفال مريد في توبا.
في 10 مارس، صرح وزير الصحة السنغالي عبد الله ضيوف سار للصحافة المحلية بأن الحكومة ستلغي المناسبات الدينية إذا نُصح بذلك. في اليوم نفسه، تأكد بأن مواطن سنغالي عائد من إيطاليا إيجابي، ليصبح الحالة الخامسة في البلاد.
في 15 مارس، أعلن الرئيس السنغالي ماكي سال عن جملة من الإجراءات الاحترازية بناءً على اقتراح من اللجنة السنغالية لإدارة الأوبئة لمواجهة انتشار الفيروس في البلاد، ومن بينها:
- حظر جميع التظاهرات العامة في كامل القطر
- تعليق استقبال السفن السياحية في جميع المرافئ السنغالية،
- تعزيز وتنظيم الضوابط الصحية على الحدود البرية والجوية والبحرية للسنغال
- تعليق الدراسة في المدارس والجامعات
- إلغاء الاحتفال بذكرى يوم الاستقلال المرتقب في 4 أبريل المقبل.

- مناطق انتشار فيروس كورونا حسب الدولة والمنطقة 2019–20
- جائحة فيروس كورونا في أفريقيا 2020
- جائحة فيروس كورونا 2019–20
- مرض فيروس كورونا 2019
- فيروس كورونا 2 المرتبط بالمتلازمة التنفسية الحادة الشديدة